# Pierre Moussié
Pierre Moussié (ur. 29 lutego 1884 w Bordeaux, zm. 3 marca 1941 tamże) – francuski żeglarz, olimpijczyk z 1928 roku, brat Edmonda Moussiégo.
Na regatach rozegranych podczas Letnich Igrzysk Olimpijskich 1928 wystąpił w klasie 6 metrów zajmując 8 pozycję. Załogę jachtu Cupidon Viking tworzyli również Henri Allard, Jean Paul Rouanet, Robert Gufflet i Philippe de Rothschild.